# Celtic League 2010-2011
La Celtic League 2010-11 fu la 1ª edizione della competizione transnazionale di rugby a 15 per club delle federazioni gallese, irlandese, italiana e scozzese nonché la 10ª assoluta includendo le edizioni senza i club della federazione italiana.
Si tenne dal 3 settembre 2010 al 28 maggio 2011 tra 12 squadre che si incontrarono nella stagione regolare con la formula a girone unico per selezionare le quattro che affrontarono i play-off.
Nel torneo esordirono due franchigie italiane, il Benetton di Treviso e gli Aironi, club federale di Parma che raccoglieva giocatori dall'area della provincia omonima, da quella di Reggio Emilia e da quella di Mantova.
Per l'ultima stagione il torneo fu noto anche con il nome commerciale di Magners League per via della sponsorizzazione garantita dal produttore irlandese di bevande alcooliche Magners a partire dal 2006 e rinnovata nel 2009, ma che terminò a fine torneo.
Alla squadra campione uscente Ospreys fu inflitto un handicap iniziale in classifica di 4 punti, sanzionato dal comitato esecutivo del Board della Celtic League, a causa del rinvio di un incontro nella stagione precedente; per lo stesso motivo la franchise fu anche multata di 100000 £; in seguito la sanzione sportiva fu revocata, ma non quella amministrativa no.
La stagione regolare previde 22 settimane di gare più play-off tra le prime quattro della classifica con finale in gara unica.
A vincere il titolo fu il Munster che a Limerick si impose sui connazionali del Leinster per 19-9, così vincendo il suo terzo titolo e raggiungendo i campioni uscenti dell'Ospreys nel palmarès del torneo.
Il decimo posto finale del Benetton evitò all'Italia di arrivare con entrambe le squadre agli ultimi due posti della classifica; tuttavia gli Aironi chiusero in fondo con una sola vittoria.
Il valore delle marcature, come stabilito dall’IRFB nel 1992, era: 5 punti per ciascuna meta (7 se trasformata), 3 punti per la realizzazione di ciascun calcio piazzato, idem per il drop.

## Squadre partecipanti
| Galles        | Irlanda  | Italia   | Scozia           |
| ------------- | -------- | -------- | ---------------- |
| Cardiff Rugby | Connacht | Aironi   | Edimburgo        |
| Scarlets      | Leinster | Benetton | Glasgow Warriors |
| Newport G.D.  | Munster  |          |                  |
| Ospreys       | Ulster   |          |                  |

## Stagione regolare

### Risultati
|            | 1ª giornata          |       |
| ---------- | -------------------- | ----- |
| 3-9-2010   | Glasgow - Leinster   | 22-19 |
| 3-9-2010   | Ulster - Ospreys     | 27-26 |
| 4-9-2010   | Connacht - Dragons   | 40-17 |
| 4-9-2010   | Cardiff - Edimburgo  | 34-23 |
| 4-9-2010   | Benetton - Scarlets  | 34-28 |
| 4-9-2010   | Munster - Aironi     | 33-17 |
|            |                      |       |
|            | 4ª giornata          |       |
| 24-9-2010  | Benetton - Cardiff   | 7-19  |
| 24-9-2010  | Edimburgo - Leinster | 32-24 |
| 24-9-2010  | Dragons - Scarlets   | 14-27 |
| 24-9-2010  | Glasgow - Munster    | 29-43 |
| 25-9-2010  | Ospreys - Aironi     | 38-6  |
| 25-9-2010  | Connacht - Ulster    | 15-15 |
|            |                      |       |
|            | 7ª giornata          |       |
| 29-10-2010 | Aironi - Cardiff     | 3-20  |
| 29-10-2010 | Ulster - Munster     | 6-16  |
| 29-10-2010 | Scarlets - Glasgow   | 18-14 |
| 30-10-2010 | Leinster - Edimburgo | 19-18 |
| 30-10-2010 | Ospreys - Dragons    | 16-21 |
| 30-10-2010 | Benetton - Connacht  | 24-17 |
|            |                      |       |
|            | 10ª giornata         |       |
| 3-12-2010  | Connacht - Aironi    | 11-6  |
| 3-12-2010  | Scarlets - Leinster  | 17-17 |
| 3-12-2010  | Ulster - Dragons     | 25-23 |
| 3-12-2010  | Glasgow - Benetton   | 25-17 |
| 4-12-2010  | Munster - Cardiff    | 16-9  |
| 4-12-2010  | Ospreys - Edimburgo  | 33-16 |
|            |                      |       |
|            | 13ª giornata         |       |
| 6-1-2011   | Dragons - Connacht   | 17-16 |
| 7-1-2011   | Ulster - Benetton    | 32-13 |
| 7-1-2011   | Cardiff - Aironi     | 24-13 |
| 7-1-2011   | Leinster - Ospreys   | 15-10 |
| 8-1-2011   | Edimburgo - Scarlets | 16-21 |
| 8-1-2011   | Munster - Glasgow    | 22-20 |
|            |                      |       |
|            | 16ª giornata         |       |
| 24-2-2011  | Scarlets - Edimburgo | 11-3  |
| 25-2-2011  | Ulster - Cardiff     | 32-13 |
| 25-2-2011  | Leinster - Benetton  | 30-5  |
| 25-2-2011  | Glasgow - Dragons    | 16-16 |
| 27-2-2011  | Aironi - Munster     | 10-20 |
| 27-2-2011  | Ospreys - Connacht   | 33-18 |
|            |                      |       |
|            | 19ª giornata         |       |
| 1-4-2011   | Ulster - Scarlets    | 20-18 |
| 1-4-2011   | Connacht - Edimburgo | 27-23 |
| 2-4-2011   | Aironi - Glasgow     | 16-17 |
| 2-4-2011   | Ospreys - Cardiff    | 21-21 |
| 2-4-2011   | Munster - Leinster   | 24-23 |
| 3-4-2011   | Dragons - Benetton   | 33-10 |
|            |                      |       |
|            | 22ª giornata         |       |
| 6-5-2011   | Aironi - Ospreys     | 10-12 |
| 6-5-2011   | Benetton - Edimburgo | 31-6  |
| 6-5-2011   | Leinster - Glasgow   | 38-3  |
| 6-5-2011   | Munster - Connacht   | 22-6  |
| 6-5-2011   | Dragons - Ulster     | 13-20 |
| 6-5-2011   | Scarlets - Cardiff   | 38-23 |

|            | 2ª giornata          |       |
| ---------- | -------------------- | ----- |
| 10-9-2010  | Edimburgo - Munster  | 13-16 |
| 10-9-2010  | Ospreys - Benetton   | 32-16 |
| 11-9-2010  | Scarlets - Connacht  | 35-33 |
| 11-9-2010  | Leinster - Cardiff   | 34-23 |
| 11-9-2010  | Aironi - Ulster      | 15-22 |
| 12-9-2010  | Dragons - Glasgow    | 23-11 |
|            |                      |       |
|            | 5ª giornata          |       |
| 30-9-2010  | Cardiff - Connacht   | 22-6  |
| 1-10-2010  | Benetton - Dragons   | 20-13 |
| 1-10-2010  | Ulster - Glasgow     | 19-17 |
| 2-10-2010  | Aironi - Edimburgo   | 9-10  |
| 2-10-2010  | Leinster - Munster   | 13-9  |
| 2-10-2010  | Scarlets - Ospreys   | 18-21 |
|            |                      |       |
|            | 8ª giornata          |       |
| 5-11-2010  | Edimburgo - Benetton | 21-9  |
| 5-11-2010  | Glasgow - Aironi     | 33-8  |
| 19-11-2010 | Connacht - Ospreys   | 15-16 |
| 19-11-2010 | Leinster - Dragons   | 27-6  |
| 21-11-2010 | Cardiff - Ulster     | 15-37 |
| 21-11-2010 | Munster - Scarlets   | 27-26 |
|            |                      |       |
|            | 11ª giornata         |       |
| 24-12-2010 | Benetton - Aironi    | 15-10 |
| 27-12-2010 | Ospreys - Scarlets   | 60-17 |
| 27-12-2010 | Connacht - Munster   | 12-16 |
| 27-12-2010 | Dragons - Cardiff    | 28-15 |
| 27-12-2010 | Ulster - Leinster    | 13-30 |
| 27-12-2010 | Glasgow - Edimburgo  | 30-18 |
|            |                      |       |
|            | 14ª giornata         |       |
| 10-2-2011  | Leinster - Aironi    | 21-16 |
| 11-2-2011  | Glasgow - Cardiff    | 15-26 |
| 12-2-2011  | Dragons - Edimburgo  | 30-22 |
| 12-2-2011  | Connacht - Scarlets  | 17-13 |
| 13-2-2011  | Benetton - Munster   | 19-18 |
| 13-2-2011  | Ospreys - Ulster     | 23-22 |
|            |                      |       |
|            | 17ª giornata         |       |
| 4-3-2011   | Connacht - Benetton  | 31-25 |
| 4-3-2011   | Ulster - Aironi      | 23-10 |
| 4-3-2011   | Edimburgo - Cardiff  | 11-16 |
| 4-3-2011   | Leinster - Scarlets  | 26-15 |
| 5-3-2011   | Ospreys - Glasgow    | 37-6  |
| 5-3-2011   | Munster - Dragons    | 38-17 |
|            |                      |       |
|            | 20ª giornata         |       |
| 15-4-2011  | Dragons - Ospreys    | 32-28 |
| 15-4-2011  | Connacht - Cardiff   | 12-26 |
| 15-4-2011  | Edimburgo - Aironi   | 32-15 |
| 16-4-2011  | Benetton - Glasgow   | 19-16 |
| 16-4-2011  | Leinster - Ulster    | 34-26 |
| 16-4-2011  | Scarlets - Munster   | 6-13  |

|            | 3ª giornata          |       |
| ---------- | -------------------- | ----- |
| 17-9-2010  | Glasgow - Connacht   | 17-19 |
| 17-9-2010  | Scarlets - Aironi    | 49-10 |
| 17-9-2010  | Ulster - Edimburgo   | 29-21 |
| 18-9-2010  | Cardiff - Dragons    | 43-21 |
| 18-9-2010  | Benetton - Leinster  | 29-13 |
| 18-9-2010  | Munster - Ospreys    | 22-10 |
|            |                      |       |
|            | 6ª giornata          |       |
| 22-10-2010 | Edimburgo - Ulster   | 21-16 |
| 22-10-2010 | Munster - Benetton   | 39-13 |
| 22-10-2010 | Cardiff - Scarlets   | 10-16 |
| 23-10-2010 | Connacht - Leinster  | 6-18  |
| 23-10-2010 | Dragons - Aironi     | 36-5  |
| 24-10-2010 | Glasgow - Ospreys    | 31-23 |
|            |                      |       |
|            | 9ª giornata          |       |
| 26-11-2010 | Benetton - Ulster    | 9-19  |
| 26-11-2010 | Edimburgo - Connacht | 24-19 |
| 26-11-2010 | Dragons - Munster    | 20-6  |
| 27-11-2010 | Cardiff - Glasgow    | 38-6  |
| 27-11-2010 | Aironi - Scarlets    | 17-34 |
| 28-11-2010 | Ospreys - Leinster   | 19-15 |
|            |                      |       |
|            | 12ª giornata         |       |
| 31-12-2010 | Cardiff - Ospreys    | 27-25 |
| 31-12-2010 | Aironi - Benetton    | 15-16 |
| 1-1-2011   | Leinster - Connacht  | 30-8  |
| 1-1-2011   | Scarlets - Dragons   | 21-15 |
| 1-1-2011   | Munster - Ulster     | 35-10 |
| 2-1-2011   | Edimburgo - Glasgow  | 28-17 |
|            |                      |       |
|            | 15ª giornata         |       |
| 18-2-2011  | Connacht - Glasgow   | 37-8  |
| 18-2-2011  | Scarlets - Ulster    | 16-18 |
| 18-2-2011  | Munster - Edimburgo  | 23-13 |
| 19-2-2011  | Cardiff - Leinster   | 11-3  |
| 19-2-2011  | Benetton - Ospreys   | 18-34 |
| 20-2-2011  | Aironi - Dragons     | 3-18  |
|            |                      |       |
|            | 18ª giornata         |       |
| 25-3-2011  | Cardiff - Munster    | 15-16 |
| 25-3-2011  | Glasgow - Ulster     | 19-22 |
| 26-3-2011  | Aironi - Connacht    | 25-13 |
| 26-3-2011  | Edimburgo - Ospreys  | 23-16 |
| 27-3-2011  | Dragons - Leinster   | 16-26 |
| 27-3-2011  | Scarlets - Benetton  | 22-16 |
|            |                      |       |
|            | 21ª giornata         |       |
| 21-4-2011  | Cardiff - Benetton   | 29-9  |
| 22-4-2011  | Ulster - Connacht    | 27-16 |
| 22-4-2011  | Edimburgo - Dragons  | 27-15 |
| 22-4-2011  | Glasgow - Scarlets   | 29-37 |
| 23-4-2011  | Aironi - Leinster    | 8-20  |
| 23-4-2011  | Ospreys - Munster    | 20-22 |

### Classifica
| Pos | Squadra          | G  | V  | N | P  | PF  | PS  | DP   | BMP | Pt |
| --- | ---------------- | -- | -- | - | -- | --- | --- | ---- | --- | -- |
| 1   | Munster          | 22 | 19 | 0 | 3  | 496 | 327 | +169 | 7   | 83 |
| 2   | Leinster         | 22 | 15 | 1 | 6  | 495 | 336 | +159 | 8   | 70 |
| 3   | Ulster           | 22 | 15 | 1 | 6  | 480 | 418 | +62  | 5   | 67 |
| 4   | Ospreys          | 22 | 12 | 1 | 9  | 553 | 418 | +135 | 13  | 63 |
| 5   | Scarlets         | 22 | 12 | 1 | 9  | 503 | 453 | +50  | 12  | 62 |
| 6   | Cardiff Rugby    | 22 | 13 | 1 | 8  | 479 | 392 | +87  | 6   | 60 |
| 7   | Newport G.D.     | 22 | 10 | 1 | 11 | 444 | 462 | −18  | 7   | 49 |
| 8   | Edimburgo        | 22 | 9  | 0 | 13 | 421 | 460 | −39  | 7   | 43 |
| 9   | Connacht         | 22 | 7  | 1 | 14 | 394 | 459 | −65  | 9   | 39 |
| 10  | Benetton         | 22 | 9  | 0 | 13 | 374 | 502 | −128 | 2   | 38 |
| 11  | Glasgow Warriors | 22 | 6  | 1 | 15 | 401 | 543 | −142 | 7   | 33 |
| 12  | Aironi           | 22 | 1  | 0 | 21 | 247 | 517 | −270 | 8   | 12 |

## Play-off
|  | Semifinali | Semifinali | Semifinali |          |         | Finale  | Finale | Finale |  |
|  |            |            |            |          |         |         |        |        |  |
|  | 1          | Munster    | 18         |          |         |         |        |        |  |
|  | 1          | Munster    | 18         |          |         |         |        |        |  |
|  | 4          | Ospreys    | 11         |          |         |         |        |        |  |
|  | 4          | Ospreys    | 11         |          | Munster | Munster | 19     |        |  |
|  |            |            |            |          | Munster | Munster | 19     |        |  |
|  |            |            | Leinster   | Leinster | 9       |         |        |        |  |
|  | 2          | Leinster   | Leinster   | Leinster | 9       | 18      |        |        |  |
|  | 2          | Leinster   |            |          |         |         |        |        |  |
|  | 3          | Ulster     | 3          |          |         |         |        |        |  |

### Semifinali
| Arbitro: | George Clancy |

|                             |      |                |
| McFadden 25’ Fitzgerald 72’ | mt   |                |
| McFadden 25’                | tr   |                |
| Sexton 5’, 40’              | c.p. | 62’ R. Pienaar |

| Arbitro: | Nigel Owens |

|                 |      |                 |
| Barnes 32’, 57’ | mt   | 78’ Fussell     |
| O’Gara 57’      | tr   |                 |
| O’Gara 14’, 49’ | c.p. | 38’, 55’ Biggar |

### Finale
| Arbitro: | Nigel Owens |

|                                   |      |                      |
| Howlett 12’ Earls 66’ tecnica 79’ | mt   |                      |
| O'Gara 12’, 79’                   | tr   |                      |
|                                   | c.p. | 29’, 49’, 60’ Sexton |

## Verdetti
- Munster: Campione della Celtic League.
- tutte tranne Connacht: qualificate alla Heineken Cup 2011-12.
- Connacht: qualificata alla Challenge Cup 2011-12.